# Kupol Baltijskij
Kupol Baltijskij är en bergstopp i Antarktis. Den ligger i Östantarktis. Argentina och Storbritannien gör anspråk på området. Toppen på Kupol Baltijskij är 1 588 meter över havet.
Terrängen runt Kupol Baltijskij är kuperad åt sydväst, men åt nordost är den platt. Trakten är obefolkad. Det finns inga samhällen i närheten.